# Spang Station
Spang Station er en tidligere station i udkanten af Sønderborg. Fra starten i 1898 var der ikke nogen bygning ved stedet, kun et lille blikskur til gods. I 1914 byggedes der dog en købmandshandel, der også blev indrettet med ventesal og billetsalg.
54°55′29.45″N 9°49′59.64″Ø / 54.9248472°N 9.8332333°Ø